# Stade Orlando-Scarpelli
 (mars 2025).
Le stade Orlando-Scarpelli est un stade brésilien, situé dans la ville de Florianópolis, capitale de l'État de Santa Catarina.
Il appartient au club de football de Figueirense. Il s'élève dans  la région continentale de la municipalité, dans le quartier de Jardim Atlântico, dans une zone très densément peuplée. 

## Histoire
Il a subi récemment de nombreux travaux, comme le changement de sa pelouse et la réorganisation de ses places, aujourd'hui toutes assises. 
Le stade porte le nom de l'entrepreneur et sportif, Orlando Scarpelli, qui fut président du club de Figueirense dans les années 1940 et fit don du terrain où fut construit le stade.
En 2002, le magazine Placar décerna le titre de caldeirão do Brasil (« chaudron du Brésil ») au stade Orlando Scarpelli pour avoir le meilleur taux de remplissage parmi tous les stades des clubs évoluant en Série A, avec 49 % en moyenne.